# بولا غن ألين
بولا غن ألين (بالإنجليزية: Paula Gunn Allen)‏ (24 أكتوبر 1939 - 29 مايو 2008) شاعرة أمريكية أصيلة، ناقدة أدبية، ناشطة وأستاذة وروائية. هي من أصل مختلط من أصل أوروبي - أمريكي، أمريكية أصلية، ومن أصل عربي - أمريكي، عُرفت باسم لاغونا بويبلو في سنوات طفولتها، حيث ثقافة التي نشأت بها. وقد استمدت من تقاليدها الشفوية في شعرها الخيالي، كما كتبت العديد من المقالات حول مواضيعها. قامت بتحرير أربع مجموعات من القصص التقليدية الأمريكية الأصلية والأعمال المعاصرة وكتبت سيرتين من نساء أمريكا الأصلية. وقد أستمدت من تقاليدها الشفوية في شعرها الخيالي، كما كتبت العديد من المقالات حول مواضيعها. قامت بتحرير أربع مجموعات من القصص التقليدية الأمريكية الأصلية والأعمال المعاصرة وكتبت سيرتين عن نساء أمريكا الأصلية.
وبالإضافة إلى عملها الأدبي، في عام 1986 نشرت دراسة رئيسية حول دور المرأة في التقاليد الهندية الأمريكية، مشيرة إلى أن الأوروبيين قد شددوا على دور المرأة في حساباتهم الاصلية للحياة بسبب مجتمعاتهم الأبوية الخاصة. وقد حفز العمل العلمي الآخر من قبل الكتاب النسويين والأمريكيين الأصليين.

## سيرة شخصية
ولدت باولا ماري فرانسيس في البوكيرك، نشأت في نيو مكسيكو ألين في كوبرو، نيو مكسيكو، وهي قرية منحة الأراضي الإسبانية والمكسيكية على الحدود مع تحفظ لاغونا بويبلو. من أصل مختلط لاغونا، سيوكس، اسكتلندي، ولبناني - أمريكي، عُرفت ألين دائما عن كثب مع لاجونا، ومنهم أمضت طفولتها وتربيتها.
والدها أي لي فرانسيس، يملك متجر محلي، شركة كوبرو التجارية، وعمل بعد ذلك كنائب حاكم ولاية نيو مكسيكو من 1967 إلى 1970. وكان شقيقها، لي فرانسيس، شاعر لاغونا بويبلو-أنيشيناب، راوي قصصي، ومُعلم. ذهبت لأول مرة إلى المدرسة تبشيرية ثم تخرجت في عام 1957 من مدرسة داخلية تسمى «أخوات الخيرية» تقع في البوكيرك.
ألين حصلت على درجة البكالوريوس والدراسات العليا في الكتابة الإبداعية من جامعة أوريغون. حصلت على درجة الدكتوراه في جامعة نيو مكسيكو، حيث عملت أستاذة وبدأت البحوث حول الديانات القبلية. كطالبة في جامعة نيو مكسيكو، وصلت إلى أستاذ الشعر، روبرت كريلي، للحصول على المشورة الشعرية. وجهها إلى عمل تشارلز أولسون، ألين جينسبيرج، ودينيس ليفرتوف، الذين كان لهم جميعا تأثير قوي على عملها. في وقت لاحق، بينما كانت طالبة في جامعة أوريغون كان رالف ساليسبري كأستاذة شعر، وهو من قبيلة شيروكي وكان له أيضا تأثير كبير على بولا غن ألين.
وقد درّست الأستاذة ألين في كلية فورت لويس في كولورادو، وكلية سان ماتيو، وجامعة ولاية سان دييجو، وجامعة ولاية سان فرانسيسكو، وجامعة نيو مكسيكو، وبوكيركي، وجامعة كاليفورنيا، وبيركلي، وجامعة كاليفورنيا في لوس أنجلوس. درّست في جامعة كاليفورنيا في الفترة من 1990 إلى 1999 كأستاذة في قسم اللغة الإنجليزية ومركز الدراسات الهندية الأمريكية بجامعة كاليفورنيا.
الكتابات الأنثروبولوجية
استنادًا إلى تجاربها الخاصة ودراستها عن الثقافات الأمريكية الأصلية، كتبت بولا غن ألين «ذا ساكرد هوب»: استعادة الأنثوية في التقاليد الهندية الأمريكية (1986). وقد جادل هذا العمل الرائد بأن النظرة الثقافية المهيمنة للمجتمعات الأمريكية الأصلية كانت متحيزة وأن المستكشفين والمستعمرين الأوروبيين يفهمون الشعوب الأصلية من خلال العدسة البطريركية. ووصفت بولا غن الدور المحوري الذي لعبته النساء في العديد من الثقافات الأميركية الأصلية، بما في ذلك الأدوار في القيادة السياسية، التي تم التقليل من شأنها أو تجاهلها تماما من قبل المستكشفين والباحثين من الثقافات الأوروبية التي يهيمن عليها الذكور. جادلت ألين أنه في وقت الاتصال الأوروبي عند معظم الأمريكيين الأصليين كانت المرأة تلعب الدور الأكبر والمساواة مع نسبة مئوية صغيرة فقط حيث تعكس النمط البطريركي الأوروبي.
انتُقدت حجج وأبحاث ألين من قبل المزيد من العلماء السائدين، وكذلك من قبل المؤلف والناقد جيرالد فيزينور، الذي اتهمها ب «عكس بسيط من الأساسيات».
وقد تعرضت الحركة الهندية الأمريكية لانتقادات من قبل النسويات بسبب انها متحيزة جنسيا. وعلى الرغم من ذلك، فقد أثبت كتاب ألين وعمله اللاحق تأثيرا كبيرا، مما شجع الدراسات النسوية الأخرى للثقافات والأدب الأمريكيين الأصليين، بما في ذلك ظهور النسوية الأصلية. ولا يزال نصًا كلاسيكيًا للدراسات الأمريكية الأصلية وبرامج دراسات المرأة.

## المسيرة الأدبية
ألين معروفه كالروائية وشاعرة وكاتبة قصص قصيرة. استند عملها بشكل كبير على حكايات بويبلو لجدة العنكبوت وكورن ميدن. ويشار إلى دلالاتها السياسية القوية. وقد لاحظ النقاد أن ليزلي مارمون سيلكو، أيضا من أصل لاجونا، ويعتمد أيضا على هذه الحكايات التقليدية.
روايتها- المرأة التي تملك الظلال (1983)- تميز الامرأة إيفاني اتنسيو، ابنة مختلطة الدم من جهة الأم التي تكافح ضد الاستبعاد الاجتماعي وطمس الذات.
```
كشاعرة، ألين نشرت مجموعة تحتوي على أكثر من 30 عاما من العمل: الحياة هو مرض قاتلة: مجموعة قصائد 1962-1995، حكم على أنها الأكثر نجاحا. غالبا ما يتم تصنيف عمل ألين على أنه ينتمي إلى عصر نهضة الأمريكيين الأصليين، ولكن المؤلف يرفض التسمية. 
```

الجوائز
حصلت ألين على جائزة كتاب أمريكي في عام 1990 من قبل مؤسسة قبل كولومبوس، لتحرير القصص القصيرة من قبل الكتاب الأمريكيين الهنود، وسام هوبل، جائزة الأمريكيين الأصليين للأدب، وجائزة سوزان كوبلمان، وجائزة الإنجاز مدى الحياة من قبل دائرة الكتاب الأصليين للأمريكتين في عام 2001. في عام 1999، منحتها جمعية اللغة الحديثة لها ميدالية آل جي. هوبل للأدب الأمريكي.

## الحياة الشخصية
والد ألين، أي. لي فانسيس، كان لبناني أمريكي وأمها، لاغونا بويبلو، كانت أسكتلندية من لاجونا. واحدة من أخوات ألين، كارول لي سانشيز، كانت كاتبة من لاجونا. كانت لها علاقة أيضا بليزلي مارمون سيلكو. تزوجت ألين مرتين مختلفيتن وتطلاقت في كلتا المرتين. اثنان من أطفال ألين توفوا قبل موتها، فؤاد علي ألين، ويوجين جون براون. توفي ابن فؤاد علي ألين في عام 1972 وتوفي ابنها الآخر يوجين جون براون في عام 2001. وكانت تتعايش من خلال طفليها، لورالي براون وسليمان ألين.

## بيان المؤلفات
- المرأة التي تملك الظلال (1983)، رواية

## الشعر
- الحياة مرض قاتل: القصائد المجمعة 1962* 1995 (1997)
- جلود وعظام: قصائد 1979* 1987 (1988)
- مدينة الظلال (1982)
- مدفع بين ركبتي (1981)
- نجمة الطفل: قصائد (1981)
- رحلة ذئب كويوت (1978)
- قصائد الأسد العمياء (الأسد الأعمى) (1974)

## أكاديمي
- قبالة الحجز: انعكاسات على الحدود- بوستينغ عبور الحدود معبر فضفاض (1998)
- عمل المرأة: الجسور: الأدب عبر الثقافات ماكجرو هيل (1994)
- جدات الضوء: دليل المرأة الطبي (1991)
- الطوق المقدس: استعادة المؤنث في التقاليد الهندية الأمريكية (1986)
- دراسات في الأدب الهندي الأمريكي: المقالات الناقدة وتصاميم الدورة (1983)

## سيرات ذاتية
- بوكاهونتاس: طبيبة وجاسوسة ومترجمة ودبلوماسية. (2004)
- طويل كما تتدفق الأنهار: قصص تسعة أمركيين أصليين (1996)

## المجموعات المعدلة والمختارات
-هوزو: المشي في الجَمال: قصص قصيرة من الكتاب الأمريكيين الهنود (2001)
-أغنية السلحفاة: الأدب الهندي الأمريكي، 1974-1994 (1996)
-صوت السلحفاة: الأدب الهندي الأمريكي، 1900-1970 (1994)
-المرأة العنكبوت، غراندوترز:، حكايات تقليدية وكتابة معاصرة من قبل نساء أمريكا الأصلية (1989)

## مساهمات الأنثولوجيا
- اللسان الثعبان: النثر، الشعر، والفن من بويبلوس الجديدة المكسيكية، إد. نانسي الخشب. (1997)
- عَيش الروح: مثلي الجنس الأمريكي الهندي الانثربايولوجي، إد. سوف روسكو. (1988)